# Maurice Bouval

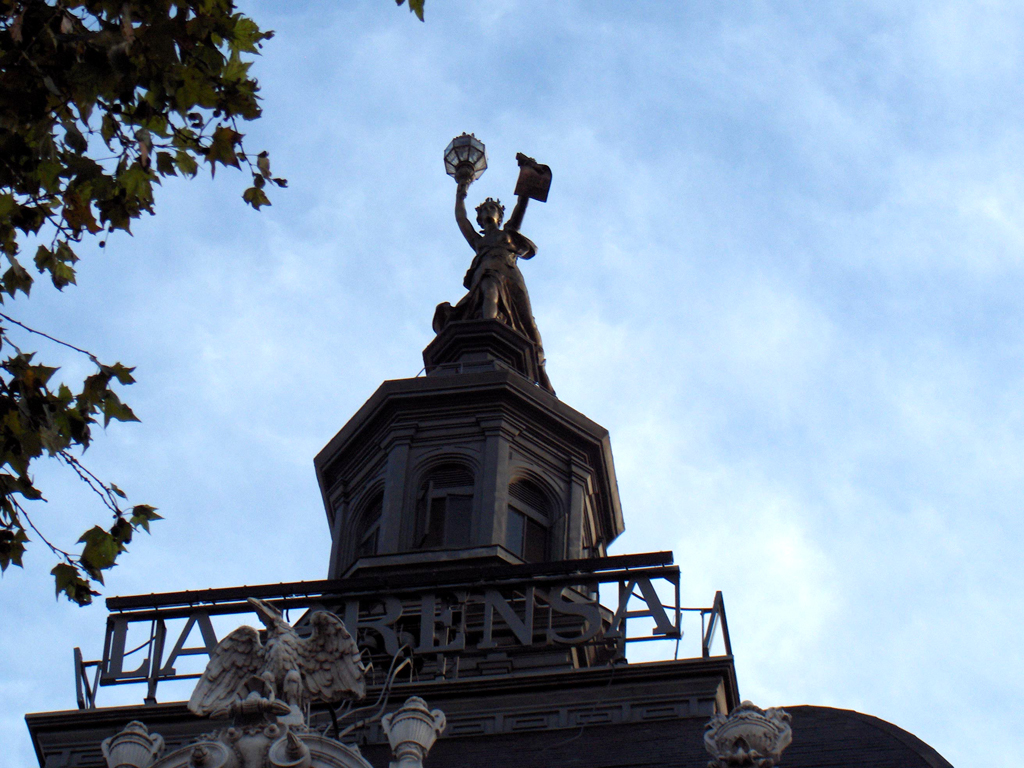
La estatua que corona la torre, obra de Maurice Bouval.

Maurice Bouval (Toulouse, 1863-1916) es un escultor de origen francés del período Art Nouveau. Entre sus obras se destaca la figura de Palas que corona la torre de la Casa de la Cultura en Buenos Aires.
Desde 1880 hasta la Primera Guerra Mundial , creó un gran número de estatuas de bronce u objetos incluyendo lámparas, candelabros o lámparas de mesa.  Sus obras principales son Ofelia, Mujer sentada, Mujer joven , Le Sommeil, Femme aux-pavots, Le Secret y la Pensativa. No fue un escultor prolífico. Participó en la Exposición Universal de París de 1890 y fue miembro de la Société des Artistes Français .
Fue alumno de Alexandre Falguière .
Sus obras suelen estar firmadas con  M. Bouval . 